# Dirk A. Verse
Dirk Axel Verse (* 5. Dezember 1971) ist ein deutscher Jurist und Hochschullehrer an der Ruprecht-Karls-Universität Heidelberg.

## Leben
Verse legte 1990 sein Abitur an der Deutschen Schule Paris ab. Danach begann er ein Studium der Rechtswissenschaften an der Universität Bonn, das er 1995 nach einem Auslandsaufenthalt in Singapur an der Universität Regensburg mit dem Erwerb des Ersten Juristischen Staatsexamens abschloss. In der Folge arbeitete Verse für ein Jahr als wissenschaftlicher Mitarbeiter von Reinhard Zimmermann in Regensburg, bevor er für ein Jahr als Stipendiat an der University of Oxford forschte. Dort erwarb er den Titel Magister iuris. Von 1997 bis 1999 absolvierte Verse sein Referendariat in Regensburg und in Brüssel. Gleichzeitig kehrte er an den Lehrstuhl von Zimmermann zurück. Dort vollendete er 1998 seine Promotion, die mit dem Kulturpreis Ostbayern ausgezeichnet wurde.
Nach seinem zweiten Staatsexamen 1999 arbeitete Verse von 2000 bis 2002 zunächst als Rechtsanwalt bei Hengeler Mueller in Düsseldorf. 2002 widmete er sich wieder seiner akademischen Karriere und arbeitete als wissenschaftlicher Mitarbeiter von Mathias Habersack an seiner Habilitation. Diese schloss er 2006 an der Universität Mainz ab. Damit wurde ihm die venia legendi für die Fächer Bürgerliches Recht, Handels- und Wirtschaftsrecht und Rechtsvergleichung verliehen. Danach kehrte Verse zunächst für ein Jahr zu Hengeler Mueller zurück, bevor er 2007 von der Universität Osnabrück auf den ordentlichen Lehrstuhl für Bürgerliches Recht, Handels- und Wirtschaftsrecht, Rechtsvergleichung berufen wurde. Im September 2011 wechselte Verse an die Universität Mainz auf den Lehrstuhl für Bürgerliches Recht, Handels- und Wirtschaftsrecht, Rechtsvergleichung, den er seitdem innehatte. Von September 2012 bis September 2018 war er gemeinsam mit Peter O. Mülbert und dem emeritierten Uwe H. Schneider Direktor des Instituts für deutsches und internationales Recht des Spar-, Giro- und Kreditwesens an der Universität Mainz. 2015 lehnte Verse einen Ruf an die Albert-Ludwigs-Universität Freiburg ab. Im Wintersemester 2018/19 wechselte er an die Ruprecht-Karls-Universität Heidelberg und wurde dort als Nachfolger von Werner F. Ebke Direktor des Instituts für deutsches und europäisches Gesellschafts- und Wirtschaftsrecht.
Verses Forschungsschwerpunkte liegen vor allem im deutschen und europäischen Wirtschaftsrecht mit dem Schwerpunkt im Gesellschafts- und Kapitalmarktrecht sowie der Rechtsvergleichung.

## Werke (Auswahl)
- Verwendungen im Eigentümer–Besitzer–Verhältnis – Eine kritische Betrachtung aus historisch-rechtsvergleichender Sicht. Mohr Siebeck, Tübingen 1999, ISBN 978-3-16-147120-9. (Dissertation)
- Der Gleichbehandlungsgrundsatz im Recht der Kapitalgesellschaften. Mohr Siebeck, Tübingen 2006, ISBN 978-3-16-149074-3. (Habilitationsschrift)
- Mathias Habersack, Dirk A. Verse: Europäisches Gesellschaftsrecht. 4. Auflage. C.H. Beck, München 2011, ISBN 978-3-406-60883-4.
- Marcus Lutter, Gerd Krieger, Dirk A. Verse: Rechte und Pflichten des Aufsichtsrats. 6. Auflage. Verlag Dr. Otto Schmidt, Köln 2014, ISBN 978-3-504-31717-1.